# Лаптева (Верхотурский городской округ)
Лаптева — деревня в Верхотурском городском округе Свердловской области России.

## Географическое положение
Деревня Лаптева муниципального образования Верхотурский городской округ расположена в 48 километрах (по автотрассе в 53 километрах) к востоку-юго-востоку от города Верхотурье, на левом берегу реки Большая Шайтанка (правой приток реки Туры), близ устья.

## История деревни
Поселение было основано в начале XVII века напротив деревни Меркушино как место проживания посадского человека Меркуши Федотова. Название деревни получило по фамилии первых поселенцев — крестьян и стрелецких детей Лаптевых.

## Население
| 1873 | 2002 | 2010 |
| ---- | ---- | ---- |
| 81   | ↗111 | ↘103 |